# Maurice Gysemberg
 (mai 2011).
Si vous disposez d'ouvrages ou d'articles de référence ou si vous connaissez des sites web de qualité traitant du thème abordé ici, merci de compléter l'article en donnant les références utiles à sa vérifiabilité et en les liant à la section « Notes et références ».
Maurice Jean Lucien, baron Gysemberg, époux de Simone Mathieu (1923-1969), puis de Thérèse Misonne (1925-1982), puis de Norette Cambier, né le 12 février 1927 à Bressoux et décédé en 2001, est un ancien officier, aide de camp honoraire du roi Baudouin.
Il est lieutenant-général en retraite, ancien chef d'état-major général.
Il est président de l'organisation pour la célébration du 50e anniversaire de la Libération.

## Distinctions
- Croix militaire de première classe
- Médaille du Volontaire de Guerre 1940-1945
- Médaille du Volontaire de Guerre combattant 1940-1945
- Médaille commémorative de la Guerre 1940-1945
- Grand officier de l'ordre de la Couronne
- Grand officier de l'ordre de Léopold
- Grand officier de l'ordre national du Mérite
- Récipiendaire de l'ordre du Mérite de la République fédérale d'Allemagne
- Grand officier de l'ordre de la Couronne de chêne
- Grand-croix de l'ordre du Christ (Portugal)

Il fut élevé au rang de baron par le roi Albert II de Belgique en 1996. Sa devise est Calme et Droit.